# Psychologia sportu
Psychologia sportu – zajmuje się wykorzystaniem teorii, zasad i technik zaczerpniętych z psychologii, w celu poprawy osiągnięć oraz rozwoju osobistego osób uprawiających ćwiczenia fizyczne i sport.

## Zadania psychologii sportu
- obserwacja zjawisk i procesów psychologicznych zachodzących w sporcie
- opis tych zjawisk i procesów
- wyjaśnianie czynników, które wpływają na te zjawiska i procesy
- przewidywanie rozwoju tych zjawisk i procesów
- kontrola oraz modelowanie zjawisk i procesów

## Zadania psychologa sportu
- badaniami – czyli studiowaniem wszelkich psychologicznych aspektów sportu
- edukacją – czyli nauczaniem studentów, działaczy, trenerów, sportowców psychologii sportu
- zastosowaniem – czyli diagnozowaniem i interweniowaniem w zakresie problemów psychologicznych wynikających z uprawiania sportu